# 克里斯蒂安八世
克里斯蒂安八世（丹麥語：Christian VIII，1786年9月18日—1848年1月20日），1814年以克里斯蒂安·弗雷德里克（Christian Frederik）名號推舉為挪威国王，後來於1839年至1848年間擔任丹麥國王。

## 挪威國王
1813年5月，他以王位推定繼承人身份，赴挪威出任總督，以挽救挪威人民對丹麥-挪威共主的忠誠，免使弗雷德里克六世和盟友拿破崙的帝国一同崩潰。克里斯蒂安盡力維繫挪威人和丹麥王室的關係。1814年1月，丹麥戰敗，弗雷德里克六世於《基爾條約》中把挪威割讓給瑞典國王，克里斯蒂安雖受挪威國內的親瑞派反對，但他強烈支持挪威獨立。2月16日，他獲名人會議（notabelmøtet）選為挪威執政。
4月10日召集的國民大會確認這次選舉。5月17日，正式簽署挪威憲法，克里斯蒂安獲一致推舉為挪威國王，以克里斯蒂安·弗雷德里克名號即位。
克里斯蒂安試圖讓列強保障挪威權益，但並不成功。各國要求挪威遵照《基爾條約》協定，與瑞典結成聯合，並要求克里斯蒂安返回丹麥。克里斯蒂安回應說，他是立憲君主，未得挪威議會允許前，他甚麼事都不能作；而瑞典停止敵意前，挪威議會不會通過這要求。
瑞典拒絕克里斯蒂安開出的條件，並派王儲卡爾·約翰發兵攻打挪威，挪威軍隊很快就落敗。這場短戰爭於1814年8月的莫斯條約簽署後結束。根據條約，克里斯蒂安·弗雷德里克國王須把執政權交還挪威議會，讓出王位，然後返回丹麥。議會對憲法作出修改，以容許挪威與瑞典結成聯合；11月4日，議會選出瑞典國王卡爾十三世為新任國王，是為挪威國王卡爾二世。

## 丹麥國王
克里斯蒂安的民主思想受到歐洲的保守宮廷猜忌，包括他自己的宮廷。直至1831年，老國王弗雷德里克六世才賜予他國會席位。
1839年，堂哥弗雷德里克六世逝世，克里斯蒂安繼承王位，是為克里斯蒂安八世。自由黨派對他寄予厚望，認為他能制訂憲法，但克里斯蒂安否決了所有自由議案。他只應允進行管理改革。石勒蘇益格時有動亂，但他直至1846年才明確宣稱石勒蘇益格屬於丹麥。
克里斯蒂安八世于1848年逝世:19。